# Emily Arnesen
Emily Arnesen (14 de junio de 1867 – 13 de agosto de 1928) fue una zoóloga noruega conocida por sus estudios sobre esponjas. Fue la segunda mujer noruega en recibir un doctorado.

## Juventud
Comenzó a asistir a la Real Universidad Federicana de su ciudad natal (Cristiania) en 1891. Estudió ciencia, pero solo pudo quedarse un año antes de mudarse a Estocolmo, donde se convirtió en la institutriz de la familia de un ministro. Arnesen regresó periódicamente a esta actividad con diferentes familias durante el curso de sus estudios para poder tener ingresos económicos. Durante su estadía en Estocolmo, comenzó a tomar clases, que despertaron su interés tanto por la zoología como por la botánica. Al volver a la Universidad Federicana, comenzó a dar clases y a tener pupilos privados, pero pasó parte de su tiempo estudiando zoología con Johan Hjort, lo que continuó durante tres años hasta que dejó la universidad y pasó a trabajar en laboratorios.

## Vida adulta
Intentó estudiar zoología por primera vez en un laboratorio de Berlín en 1894, pero fue rechazada. Después de ello dio clases en escuelas de Cristiania y trabajó en el laboratorio del zoológico de la ciudad durante el año lectivo. Durante el verano, estudiaba la fauna costera en las estaciones biológicas costeras de Noruega.
En 1901 recibió una beca que le permitió viajar a Zúrich. Allí completó sus estudios doctorales sobre la estructura del sistema de vasos sanguíneos en sanguijuelas bajo la supervisión del anatomista Arnold Lang. Recibió su doctorado en 1903. Luego, pasó cuatro meses en el museo zoológico de Ámsterdam, donde, bajo las órdenes de Max Carl Wilhelm Weber, fue responsable de la recolección de animales en los que se había interesado cuando trabajó en las costas de Noruega: las esponjas. En 1905, se convirtió en conservadora del Museo Zoológico de Cristiania, posición que mantuvo hasta 1926, cuando se retiró por problemas de salud. Entre 1906 y 1913 dio clases sobre invertebrados en la Real Universidad Federicana.

### Participación en asuntos sociales
Estaba presente en muchos círculos sociales y tenía una vida política activa, especialmente en lo referente a los derechos de las mujeres y el sufragio. Era miembro del comité ejecutivo de la Unión de Trabajadoras Noruegas y escribía frecuentemente en periódicos sobre temas que iban desde asuntos profesionales hasta cuestiones sociales.

## Trabajos publicados
Publicó su primer trabajo en 1898, sobre la anatomía de los corales. Sin embargo, actualmente es más conocida por sus contribuciones al estudio de las esponjas. Es probable que haya sido la primera noruega en estudiar esponjas y pocas personas de esta nacionalidad se han enfocado en tales especies desde aquella época. 
Arnesen publicó trabajos sobre esponjas entre 1901 y 1920, siendo especialmente importante su trabajo de 1903 sobre la distribución geográfica de las mismas. Escribió un libro de textos para ser utilizado en niveles escolares altos de zoología enfocado fuertemente en las ideas sobre la evolución de Charles Darwin. También publicó la primera guía para el museo zoológico en 1912. Esta cubría los diferentes grupos de invertebrados y explicaba las colecciones en exhibición. 
La contribución de Arnesen a las esponjas es reconocida en los nombres de dos especies: Gellius arnesenae Arndt (1927) y Anchinoe arneseni Topsent (1913).
- 1900-1901. Spongier fra den norske kyst.

- 1902. Lærebog i zoologi for gymnasiet: lidt om dyriske organismers bygning samt beskrivelse af nogle dyretyper. Kristiania.

## Abreviatura (zoología)
La abreviatura Arnesen  se emplea para indicar a Emily Arnesen como autoridad en la descripción y taxonomía en zoología.